# Guatteria sylvicola
Guatteria sylvicola är en kirimojaväxtart som beskrevs av Spencer Le Marchant Moore. Guatteria sylvicola ingår i släktet Guatteria och familjen kirimojaväxter. Inga underarter finns listade i Catalogue of Life.